# Slanke ringsprietslak
De slanke ringsprietslak (Facelina auriculata) is een slakkensoort uit de familie van de ringsprietslakken (Facelinidae). De wetenschappelijke naam van de soort werd in 1776 voor het eerst geldig gepubliceerd door Otto Friedrich Müller.

## Beschrijving
De slanke ringsprietslak is een slanke zeenaaktslak tot 38 mm lang als ze volgroeid zijn. Het heeft een wit lichaam en talrijke kleine paarse cerata, welke kenmerkend zijn voor deze soort. De slokdarm is ook zichtbaar net achter de rinoforen door het enigszins doorschijnende lichaam. Er zijn drie paren tentakels aan de voorkant van het dier. Het dichtst bij het substraat zijn de korte propodiale tentakels, die deel uitmaken van de voet, en zich op 90° ten opzichte van het lichaam bevinden bij een ontspannen dier. De veel langere orale tentakels steken uit aan weerszijden van de mond en verschijnen voor de propodiale tentakels in een uitgestrekt dier. Achter de orale tentakels aan de bovenkant van het dier bevinden zich de ringvormige rinoforen, die een geribbeld uiterlijk hebben.

## Verspreiding en leefomgeving
Het verspreidingsgebied van de slanke ringsprietslak is de noordoostelijke Atlantische Oceaan, van Noorwegen tot de westelijke Middellandse Zee, en rondom de Britse Eilanden. Deze soort staat erom te bekend om zich te voeden met verschillende hydroïdpoliep-soorten, maar wordt voornamelijk gevonden op Obelia geniculata en op soorten van het geslacht Tubularia. In 1992 werd deze soort in Nederland voor het eerst aangetroffen in de Oosterschelde. De dieren hebben een voorkeur voor hard substraat op plaatsen met een sterke getijdestroming.